# Orde van de Kousenband
De Orde van de Kousenband (Engels: The Most Noble Order of the Garter) is de hoogste ridderorde van het Verenigd Koninkrijk en een van de oudste Europese ridderorden.

## Historie
De orde werd, naar wordt aangenomen, in 1348 ingevoerd door koning Eduard III van Engeland. De koningen van Engeland, nu die van het Verenigd Koninkrijk, zijn de soevereinen van de orde. De koning, Charles III, is vanaf 1958 ridder in deze orde. In de 19e eeuw kreeg het Britse kabinet de bevoegdheid om ridders voor te dragen. Sinds 1946 is het benoemen van ridders weer het voorrecht van de Kroon. De Orde van de Kousenband is een zuiver hoofse en wereldlijke orde die geen religieuze idealen nastreeft. Het eerste doel van de orde is de machtige adel aan de vorst te binden. Dat de orde uit twee keer twaalf ridders bestaat, doet vermoeden dat de orde ooit een toernooigezelschap was.
De ridders bezitten in de kapel van de orde een stall of zetel. Op de achterwand van deze stall is een geëmailleerde plaat met een tekst en een heraldisch devies aangebracht. Daarboven is hun achievement aangebracht. Dat zijn een zwaard en een helm met kroon (in het geval van een koning) of een kunstig in hout uitgesneden heraldisch symbool. Deze helmtekens zijn op de site van de houtsnijder van het Britse hof te zien. Boven de stall zijn de vaandels van de ridders te zien.
De mannelijke leden van de ridderorde dragen de letters 'KG' (Knight of the Garter) achter hun naam. Vrouwelijke leden zijn 'LG' (Lady of the Garter). Beiden hebben protocollaire voorrechten in het Verenigd Koninkrijk. Aan de onderscheiding is voor niet-adellijke Britse ridders de titel sir of dame verbonden (bijvoorbeeld: sir Anthony (Tony) Blair).
Het symbool bij uitstek voor de Orde van de Kousenband is de blauwfluwelen kousenband, met het devies Honi soit qui mal y pense (Schande over hem die er kwaad van denkt).
Het volledige groot ceremonieel uniform bestaat uit de gouden halsketen met het juweel, de fluwelen mantel met sleep, de zogenoemde surcoat, voor de mannen een wambuis met pofbroek, het hoofddeksel met struisvogelveren, zijden kousen en schoenen, een degen en handschoenen. Deze ceremoniële ordekleding is al lange tijd niet gebruikt. Tijdens de diensten in de kapel van St. George dragen de ridders de fluwelen mantel over een jacquet of uniform. De hoed met witte veren wordt nog wel gedragen, zij het in een vereenvoudigde vorm. Op het uniform, of bij een rokkostuum dragen de ridders een donkerblauw lint over de linkerschouder. Op de rechterheup hangt daaraan de investment badge: een gouden juweel dat Sint-Joris en de draak toont, gevat binnen een kousenband met het devies van de orde. Mannen dragen de kousenband aan het Britse hof onder een kniebroek onder de linkerknie. Onder een lange rok zou dat niet zichtbaar zijn, daarom dragen vrouwen de kousenband om de linkerarm.
Op de feestdag van Sint-Joris lopen de leden, ridders en de officieren (waaronder geestelijken) van de orde in een plechtige processie, gekleed in hun donkerblauwe en donkerrode mantels, met keten en bepluimde hoed, van het kasteel in Windsor naar Saint George's Chapel. Op deze dag vinden in het kasteel ook de investituren in de Orde plaats. De investituur houdt in dat de soeverein van de Orde de nieuwe ridder een kousenband om het been knoopt.
Bij het overhandigen van de versierselen aan John Major, een ceremonie waarbij ook camera's van de BBC aanwezig waren, vertelde de koningin aan Major dat het gebruikelijk was dat zij de kousenband om zijn been knoopte maar dat zij dit, vanwege haar leeftijd, nu door een page zou laten doen.
De ordekleding onderging in de loop der eeuwen geringe wijzigingen. In de eerste jaren van de orde was zij nog vrij eenvoudig, maar in de 16e en 17e eeuw werd zij ingewikkelder en steeds prachtiger uitgevoerd. In de eerste jaren van de 20e eeuw werd de onderkleding met kousen en pofbroek als een enigszins gênant anachronisme gezien. De mantel werd sindsdien iets vereenvoudigd, zodat de capuchon op de rechterschouder nu alleen nog wordt aangeduid, en de mantel is nu van een lichter synthetisch materiaal gemaakt.

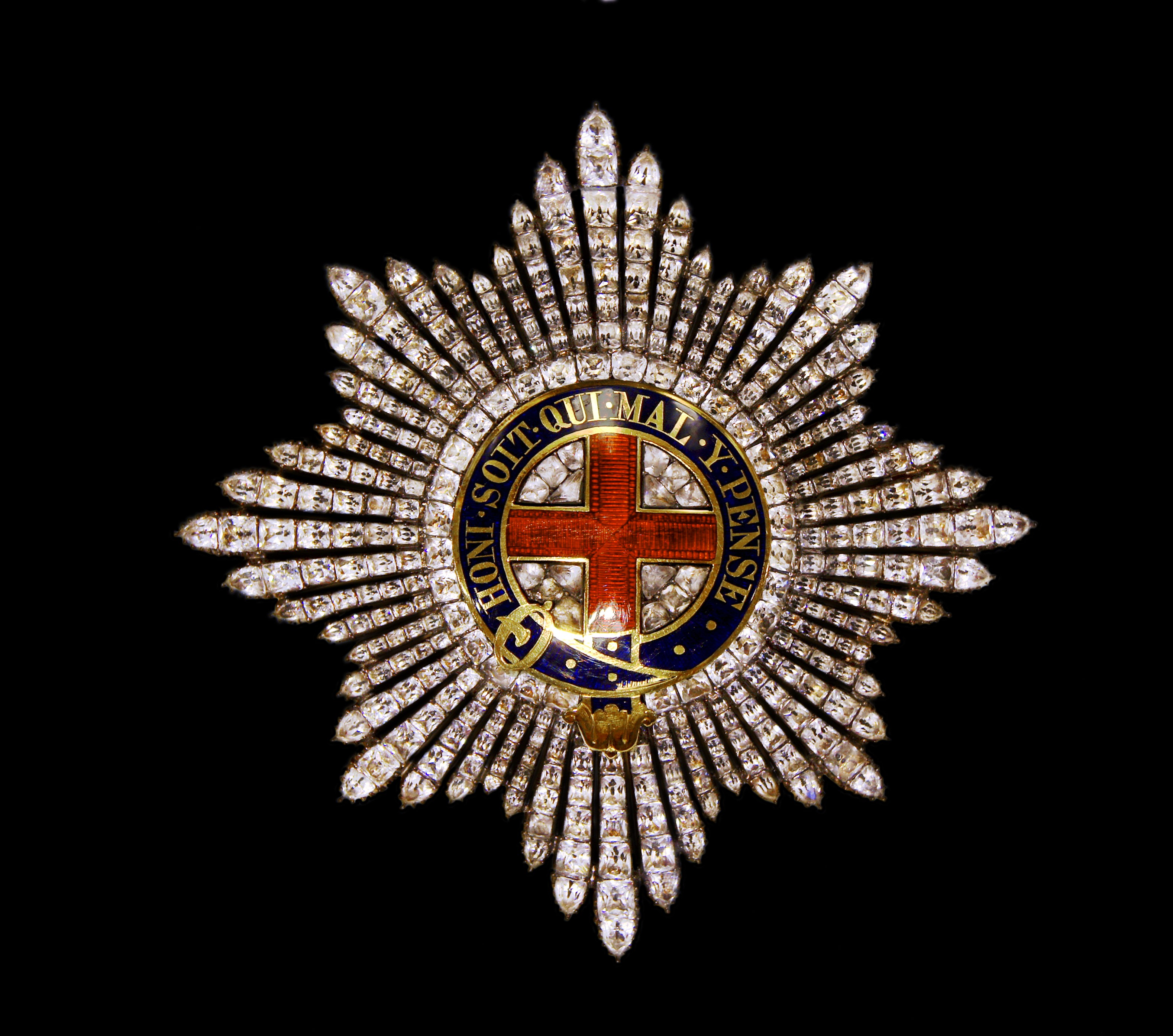
Ster van de Orde van de Kousenband

De orde heeft altijd Garter-Ladies (LG) gekend. De Britse regerende koninginnen Maria I, Elizabeth I, Anna en Victoria waren soevereinen van de Orde. Koningin Elizabeth II wijzigde op 19 augustus 1987 het statuut van de orde zodanig dat ook vrouwen in de orde kunnen worden opgenomen. De eerste Lady of the most Noble Order of the Garter was Lavinia Mary, hertogin van Norfolk. Ook voormalig premier Margaret Thatcher was lid van de Orde.
Van de leden wordt verwacht dat zij trouw zijn aan de soeverein van de orde. Deze trouw strekt zich, in het geval van ridders zoals buitenlandse staatshoofden, vanzelfsprekend niet uit tot de reguliere horigheid zoals de Orde die kent. De Japanse keizer Hirohito werd uit de orde gezet wegens misdraging tijdens de Tweede Wereldoorlog tegen de Britse kroon, maar later opnieuw aangenomen. In de Eerste Wereldoorlog werden diverse staatshoofden en onderdanen van de asmogendheden, waaronder keizer Wilhelm II en de hertog van Saksen-Coburg Gotha uit de orde verbannen.
Het ordereglement bepaalt dat bij overlijden van het ordelid de juwelen dienen te worden terugbezorgd aan het Britse koningshuis. Bij hoge uitzondering heeft de Britse koningin toegestaan dat de versierselen van koningin Wilhelmina in Nederland zijn gebleven. Zij zijn te zien in het Museum van de Kanselarij van de Nederlandse Ridderorden op het Loo.
Op 21 april 2006, zijn de prinsen Andrew en Edward toegetreden tot de orde, dit bij gelegenheid van de 80e verjaardag van hun moeder. Op 16 juni 2008 werd hun neef William als duizendste ridder in de Orde van de Kousenband opgenomen.
Op 17 juni 2019 is koning Willem-Alexander der Nederlanden toegetreden tot de Orde. Bij zijn staatsbezoek aan het Verenigd Koninkrijk in oktober 2018 benoemde koningin Elizabeth de koning al tot lid van de Orde van de Kousenband.

## Soorten leden
Er zijn  vier soorten ridders in de Orde van de Kousenband: de Members ex officio (de regerende vorst en de prins van Wales), de Royal Knights (leden uit de koninklijke familie), Stranger Knights and Ladies (buitenlandse vorsten en vorstinnen, zij worden soms ook Extra Knights and Ladies genoemd) en dan ten slotte de Knights and Ladies Companion (maximum 24).
Naast ridders telt de orde ook nog zes officieren: de Prelate, de Chancellor, de Register, de Garter Principal King of Arms, de Usher en de Secretary. Op de Chancellor (ontstaan in de 15e eeuw) en de Secretary (ontstaan in de 20e eeuw) na, werden al deze functies gecreëerd bij de stichting van de orde.

## Galerij

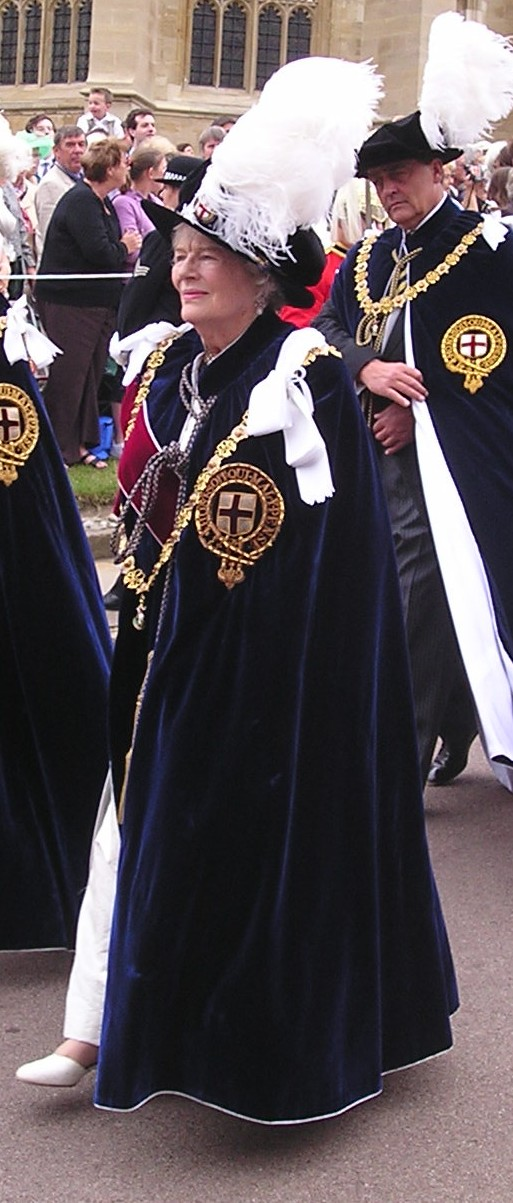
Mary Churchill in 2006 als dame in de Orde van de Kousenband.
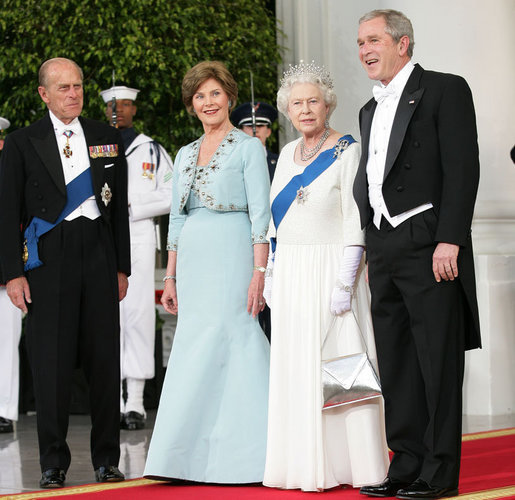
Het grootlint gedragen door koningin Elizabeth en prins Phillip.
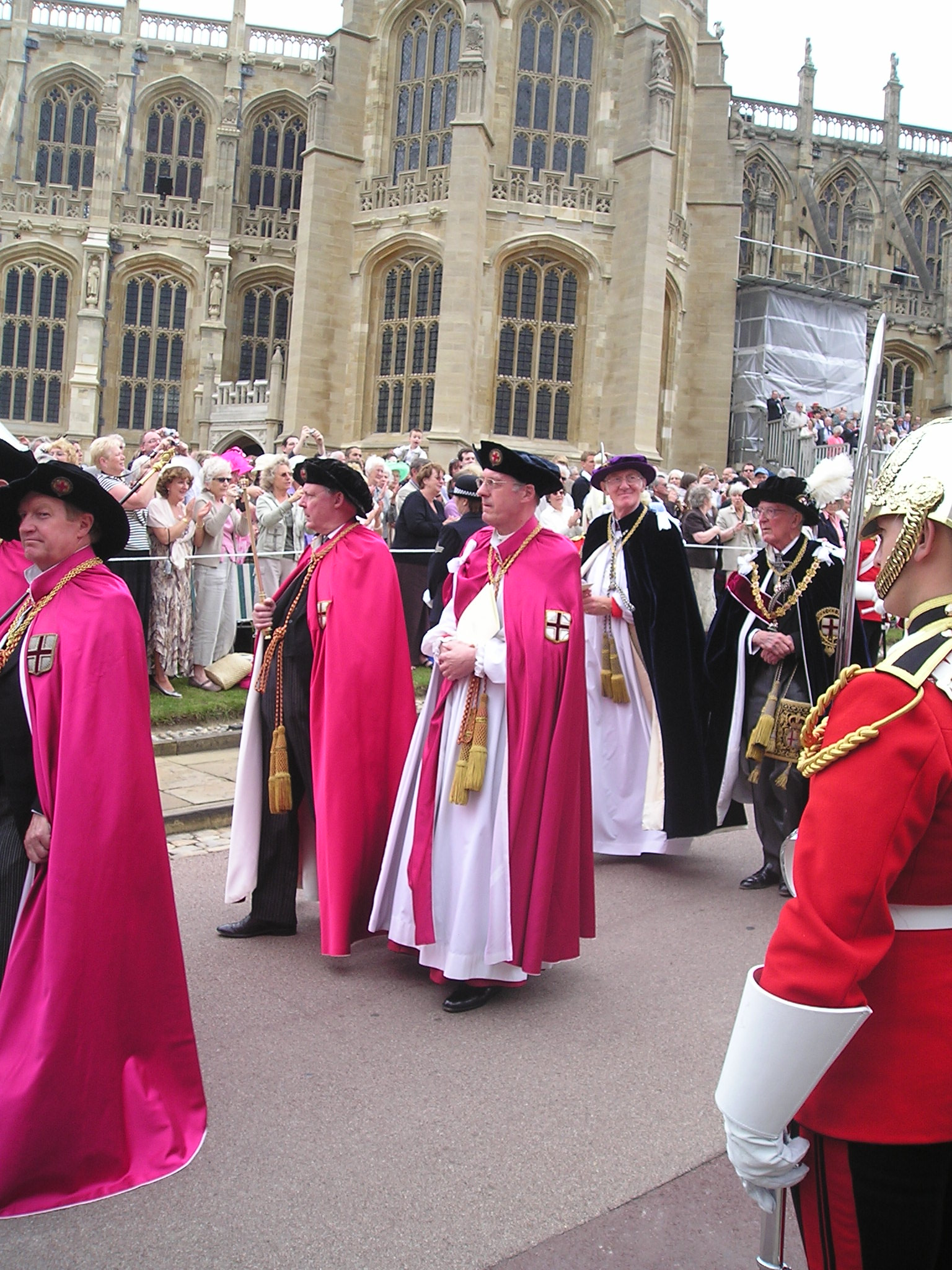
Officieren van de Orde van de Kousenband (v.l.n.r.): Secretary (slecht zichtbaar), Gentleman Usher of the Black Rod, Garter Principal King of Arms, Register, Prelate, Chancellor.
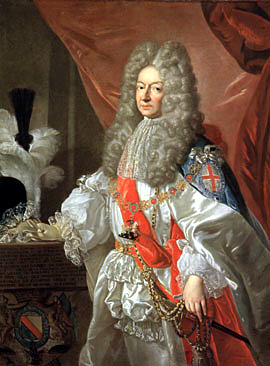
De graaf van Lauzun in de ordekleding die al eeuwen vrijwel onveranderd gedragen wordt. De hertog werd door Jacobus II benoemd nadat hij uit zijn koninkrijk was verjaagd.